# 日舜 (大石寺)
日舜（にっしゅん、慶長15年（1610年） - 寛文9年11月12日（1670年1月3日））は、日蓮正宗総本山大石寺第19世法主。

## 略歴
- 慶長15年（1610年）、誕生。
- 寛永6年（1629年）、江戸中ノ郷に妙縁寺を再興す。
- 寛永12年（1635年）9月26日、父立安円斉卒。
- 寛永18年（1641年）夏、朱印改めにて出府し、下谷常在寺にて17世日精と師資の契りを結ぶ。
- 正保2年（1645年）10月27日、17世日精より法の相承を受け、19世日舜として登座す。
- 承応1年（1652年）11月15日、法を20世日典に付嘱した。
- 万治2年（1659年）12月15日、日眼の五人所破抄見聞を写す。
- 万治3年（1660年）9月28日、富士上井出に本證寺を創す。
- 寛文5年（1665年）11月、富士下条下之坊を中興す。
- 寛文7年（1667年）、富士上井出に寿命寺を創す。
- 寛文9年11月12日（1670年1月3日）、60歳にて死去した。

| 先代 日盈 | 大石寺住職一覧 | 次代 日典 |